# Лящево-Замараєво
Ля́щево-Замара́єво (рос. Лещево-Замараево) — селище у складі Шадрінського району Курганської області, Росія. Входить до складу Сухрінської сільської ради.
Населення — 46 осіб (2010, 119 у 2002).
Національний склад станом на 2002 рік: росіяни — 95 %.